# Ermida de Nossa Senhora da Glória

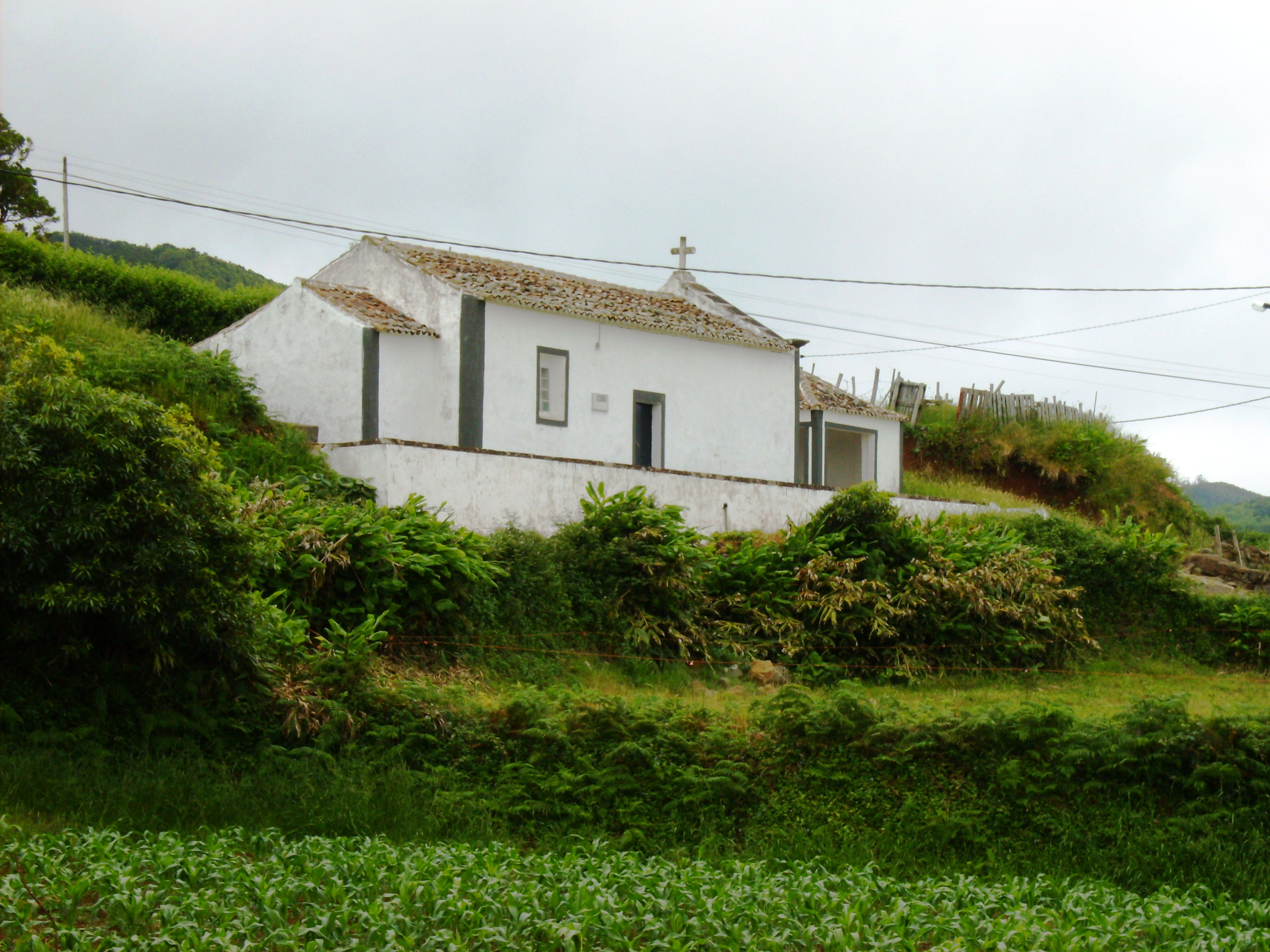
Ermida de Nossa Senhora da Glória.

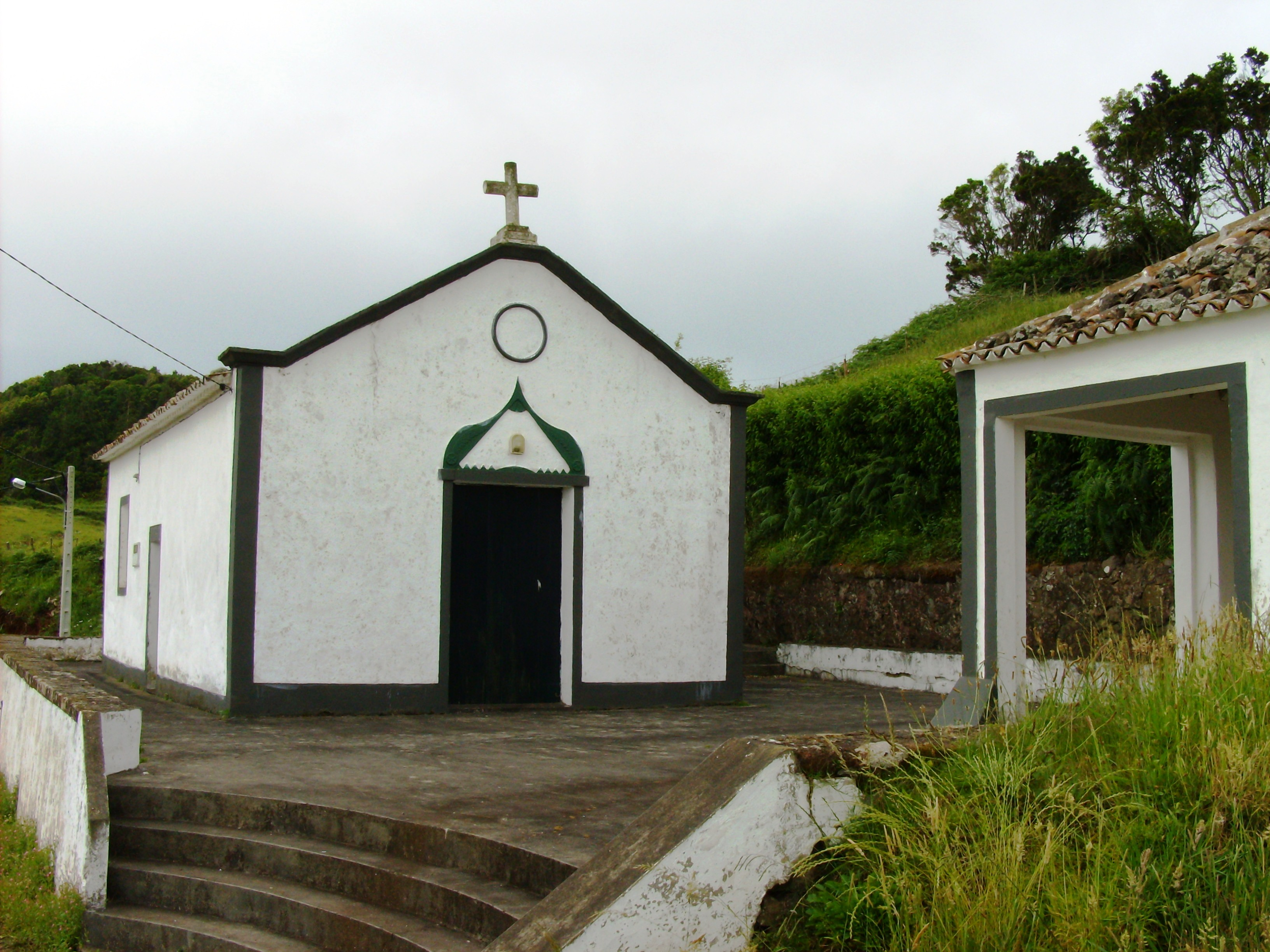
Ermida de N. Sra. da Glória: lateral esquerda.

A Ermida de Nossa Senhora da Glória localiza-se junto à serra da Castelhana, no lugar da Glória, na freguesia do Santo Espírito, concelho da Vila do Porto, na ilha de Santa Maria, nos Açores.

## História
Acerca do seu estabelecimento FRUTUOSO regista: "Baltazar Velho de Andrade [(que foi sargento-mor de Santa Maria)], por escritura pública de 8 de Março de 1617, deu o património necessário para se fazer a ermida de Nossa Senhora da Glória."
Manuel Monteiro Velho Arruda complementa que, a 8 de março de 1617, ano imediato do assalto de piratas da Barbária à ilha, que nela se demoraram oito dias, e dela levaram 222 pessoas, o Sargento-mor Baltazar Velho de Andrade e sua esposa, Margarida de Souza, por escritura pública feita nas notas do tabelião Manuel de Andrade Velho, doaram para se fazer a igreja vinte alqueires de terra nas lombas da Vila do Porto que foram de Diogo Fernandes para a sua fábrica "pela devoção de se fazer hua ermida e fazer no limite de Santo Espírito, aonde está uma cruz posta, a qual se quer novamente fazer". Aquele historiador acredita que por aquele sítio pudesse haver primitivamente uma ermida de que se perdeu notícia, ou que a cruz fora ali posta depois da narração da pastora, ou por ambos os motivos.
Encontra-se referida por MONTE ALVERNE (1986) ao final do século XVII.
Quando da visita do padre António Moniz de Medeiros, vigário da Igreja Paroquial de Nossa Senhora das Neves, em Ponta Delgada, na ilha de São Miguel, em 6 de agosto de 1704, este registou:
"Visitei a Hermida de Nossa Senhora da Glória q. nesta freguezia por tradisam bem constante mandou a Senhora levantar falando à pastorinha tam esquecido princípio q. esta arruinando e porq lhe haviam subnegado o pequeno Patrimonio q. ja lhe fiqua corrente e oito mil reis dos corridos. Mando que com eles se repare logo a empena de pedra e cal e as portas e o que chegar acodindo ao mais preciso the haver algum cristam q. dê  ou tire um pedido para se acabar o teto, no caso que Fernando de Loura [Bettencourt] falte com a esmola que tem permitida sobre o que lhe tenho escrito.
Aos Reverendos parochos encomendo a direcção com q. aplicando alguns meses se repare este milagroso templo; mando q. não como autentico mas como informe da fé humana escrevam os milagres de que tiverem notícia q. p.ª Gloria do Snr. obra ali por sua mãy Santissima talvez para despertar a pouca fé dos moradores, pois onde ela falta hé q. sam os milagres necessários."
Sobre a substituição do altar-mor, Velho Arruda complementa que, nas visitas posteriores refere-se um devoto que daria certa quantia em dinheiro para a reconstrução do altar e, sendo este de pedra do Monte Gordo, em tudo semelhante ao da Ermida de Nossa Senhora do Pilar, executado por determinação de Fernando de Loura Bettencourt junto de sua casa e quinta na Faneca, conjectura que tenha sido por este oferecido ou fosse por ele custeado, com a avultada esmola referida pelo padre António Moniz de Medeiros.
De qualquer modo, quando da visita feita pelo vigário da Matriz, padre Inácio Coelho de Menezes, em 1726, este referiu "(...) que o altar e a igreja estavam concertados de novo e feito o retábulo de pedra à custa de um devoto."
Com o aumento da população da freguesia do Santo Espírito no século XVIII, serviu de curato sufragâneo, embora só por autoridade eclesiástica.
A tradição atribui-lhe diversos milagres em virtude de uma fonte medicinal que lhe corre na sacristia.

## Características
Edifício isolado, apresenta planta retangular, com a capela-mor reduzida a um nicho, onde se inscreve o retábulo, e o corpo da sacristia adossado à fachada lateral direita.
É acedida por uma escadaria e um adro onde se encontra um "theatro", onde se realizam os Impérios do Divino Espírito Santo.
A fachada tem uma porta com verga reta e a cumeeira é encimada por uma cruz.
No interior destaca-se o retábulo em cantaria de pedra calcária, lavrada com colunas salomónicas e o frontal do altar, em azulejo azul e branco, setecentista.

## A lenda de Nossa Senhora
Sobre este templo, Frei Agostinho de Monte Alverne, nas Crónicas da Província de S. João Evangelista das Ilhas dos Açores, regista que:
"(...) andando hua menina pastando ovelhas, que sendo mulher de juízo, contou este caso, que vira junto de si no circuito de huas rasteiras, hua nuvem branca em forma de neve da qual ouviu uma vox que lhe dice: dize ao teu vigario diga ao povo faça penitencia pª aplacar a ira de Des e dito isto se desfez a nuvem e não vio mais cousa alguma."
CARVALHO (2001) regista outra versão dessa lenda, que envolve a construção do templo. O local escolhido para erguê-la era no vizinho Outeiro da Fonte. Para esse fim era acarretada pedra da pedreira do Monte Gordo. No dia seguinte, pela manhã, a pedra aparecia no local de uma fonte, onde florescia uma roseira. Nesse mesmo local, a Virgem havia aparecido a uma pastorinha, pedindo para dizer ao padre da freguesia que estava ofendida, e que queria que a sua ermida fosse erguida naquele local. Sem que o padre acreditasse na mensageira, na segunda aparição a Senhora assinalou com três dedos de uma mão a testa da sua mensageira, e desse modo, o padre, convencido, fez erguer o templo no local indicado. (Op. cit., p. 71-72)